# Solko van den Bergh
Solko Johannes van den Bergh (* 4. Juni 1854 in Den Haag; † 25. Dezember 1916 ebenda) war ein niederländischer Sportschütze.

## Erfolge
Solko van den Bergh nahm an den Olympischen Spielen 1900 in Paris in sieben Disziplinen teil. In der Einzelkonkurrenz belegte er mit der Freien Pistole den 18. Rang, während er im Mannschaftswettbewerb mit Antonius Bouwens, Henrik Sillem, Anthony Sweijs und Dirk Boest Gips die Bronzemedaille gewann. Der olympische Wettkampf zählte gleichzeitig als Weltmeisterschaft. Die übrigen fünf Disziplinen, an denen van den Berg teilnahm, wurden mit dem Gewehr ausgetragen. In den Einzelkonkurrenzen verpasste er eine vordere Platzierung, mit der Mannschaft schloss er den Dreistellungskampf auf dem fünften Rang ab.
Van den Bergh war Notar. Sein Sohn Gerard van den Bergh war ebenfalls olympischer Sportschütze.